# André Léon Tonnoir
André Léon Tonnoir (Brussel, 9 april 1885 - Canberra, 30 januari 1940), was een Belgisch entomoloog.
Tonnoir werd geboren in Brussel, in 1885. Hij studeerde bouwkunde gevolgd door radiologie aan de universiteit. Tijdens de Eerste Wereldoorlog werkte hij als technicus en nadat de oorlog was afgelopen vond hij werk bij het Koninklijk Belgisch Instituut voor Natuurwetenschappen in Brussel. Tonnoir richtte zich daar op de entomologie en voornamelijk op het gebied van de tweevleugeligen (Diptera). Hij werkte tot 1921 voor het museum. Rond die tijd werd hij door Robert Tillyard overgehaald om zijn entomologische werk in Australië voort te zetten en kort daarna vertrok hij naar Nelson in Nieuw-Zeeland om onderzoek te doen voor het Cawthron Institute. Datzelfde jaar nog, verhuisde hij naar Christchurch om daar de rol van conservator van het Canterbury Museum en docent aan het Canterbury College op zich te nemen. Uiteindelijk ging hij terug naar Australië en werkte hij als ecoloog en curator in Canberra. In 1940 overleed hij aldaar, terwijl hij onderzoeksmateriaal verzamelde in het veld.

## Taxa
Tonnoir beschreef een aantal diptera soorten en geslachten voor het eerst, zoals : 
- Tillyardomyia, een vliegengeslacht uit de familie van de wolzwevers (Bombyliidae). (Vernoemd naar Robert Tillyard).
- Tipula (Yamatotipula) couckei, een tweevleugelige uit de familie langpootmuggen (Tipulidae)
- Tipula (Yamatotipula) pierrei, een tweevleugelige uit de familie langpootmuggen (Tipulidae)
- Ptychoptera longicauda, een muggensoort uit de familie van de glansmuggen (Ptychopteridae)
- Ormosia (Ormosia) clavata, een tweevleugelige uit de familie steltmuggen (Limoniidae)

en zeer veel motmuggensoorten (Psychodidae), waaronder: 
- Mormia palposa, Mormia cornuta
- Clytocerus rivosus
- Pericoma modesta, Pericoma diversa, Pericoma pseudoexquisita

Een aantal wetenschappelijke namen verwijzen naar zijn naam:
- Pericoma tonnoiri Vaillant, 1978, een muggensoort uit de familie van de motmuggen.
- Tipula (Schummelia) tonnoirana Alexander, 1968, een tweevleugelige uit de familie langpootmuggen (Tipulidae)
- Tonnoiriella (Satchell, 1955), een muggengeslacht uit de familie van de motmuggen (Psychodidae)

## Bron
1. ↑  André Léon Tonnoir, Entomologist.. National Library of New Zealand. Gearchiveerd op 4 maart 2016. Geraadpleegd op 16 november 2014.

- International Standard Name Identifier: 0000 0003 8945 3163
- Nederlandse Thesaurus van Auteursnamen: 298992787
- Réseau des bibliothèques de Suisse occidentale: 02-A003905326
- Museum of New Zealand Te Papa Tongarewa: 26890
- Trove: 1473235
- Virtual International Authority File: 282900300
- WorldCat: E39PBJrKVrdBxyFKxkChXYHXBP

- Dit artikel of een eerdere versie ervan is een (gedeeltelijke) vertaling van het artikel André Léon Tonnoir op de Engelstalige Wikipedia, dat onder de licentie Creative Commons Naamsvermelding/Gelijk delen valt. Zie de bewerkingsgeschiedenis aldaar.